# Club Balonmano Soria
El Club Balonmano Soria es un club de balonmano de la localidad de Soria que fue fundado en 1997, que actualmente juega en la Primera Nacional.

## Organigrama deportivo

### Jugadores
| Nº | Nombre           | Edad | Posición          | Altura (m) |
| -- | ---------------- | ---- | ----------------- | ---------- |
| 1  | Vicente González | 23   | Portero           | 1.92       |
| 82 | Ibrahim Sambe    | 23   | Portero           | 1.92       |
| 13 | Jeremy Figueredo | 24   | Central           | 1.86       |
| 18 | Marcos García    | 21   | Central           | 1.85       |
| 10 | Asier Garmendia  | 24   | Lateral izquierdo | 1.92       |
| 2  | Marcos Vinicius  | 23   | Lateral izquierdo | 1.91       |
| 24 | Javier Castillo  | 37   | Lateral izquierdo | 1.84       |
| 22 | Raúl Lavilla     | 27   | Lateral derecho   | 1.96       |
| 65 | Juan Marmesat    | 22   | Lateral derecho   | 1.92       |
| 23 | Francisco García | 31   | Extremo izquierdo | 1.93       |
| 32 | Víctor Sanz      | 21   | Extremo izquierdo | 1.78       |
| 4  | Daniel Vallejo   | 26   | Extremo derecho   | 1.75       |
| 15 | Pablo Rodríguez  | 28   | Extremo derecho   | 1.85       |
| 7  | Manuel Lafuente  | 22   | Pivote            | 1.85       |
| 17 | Kevin Lodos      | 21   | Pivote            | 1.90       |
| 30 | Joaquín Lora     | 23   | Pivote            | 1.83       |

### Cuerpo técnico
- Entrenador: Jordi Lluelles
- Ayte. Entrenador: Fernando Sánchez
- Oficial: Carlos Heras
- Oficial: Antonio de Miguel
- Oficial: María del Buey